# 李復亨
李復亨（1177年—1222年），字仲修。荣州河津县（今山西省河津县）人，金朝大臣，金宣宗时参知政事。李革之侄。
金章宗明昌五年（1194年），李復亨年十八岁登进士第，调任临晋（今山西省临猗县西南）主簿，后任南和令，屡次以智擒盗贼。察廉，转任临洮府判官。改任陕西东路户籍判官，转任河东北路支度判官，有会计之才，人称能吏。泰和年间，金朝伐南宋，出为宣抚司经历官，转任解盐副使，历任保大、震武同知节度事。遥授忻州刺史。金宣宗贞祐年间，历任左司员外郎、郎中，转任翰林直学士行三司事。兴定三年（1219年），上奏定禁沧、滨盐过河，限令河南只吃阳武盐和解盐，河北食沧盐、滨盐。又上言边郡百姓当兵的恢复本业，金宣宗下诏准奏。南京（今河南省开封市）设京东、京西、京南三路行三司，以李復亨摄西路事，京西路行三司，治中京河南府（今河南省洛阳市），掌管劝农、催租、军需、科差及盐铁酒榷等事。奏请于汝州鲁山、宝丰，邓州南阳产铁处募工置冶，又请于阳武设卖盐官以佐军用。以劝农有功，转任兵部尚书、吏部尚书，权参知政事。兴定四年（1219年），拜参知政事，监修国史。兴定五年（1220年），因为滥放进士及第，以定国军节度使致仕。元光元年（1221年），蒙古军攻破同州，他自杀殉难。

## 延伸阅读
[在维基数据编辑]
 《金史·卷100》，出自脱脱《遼史》